# Black Alien
Gustavo de Almeida Ribeiro (São Gonçalo, 7 de junho de 1972), mais conhecido pelo seu nome artístico Black Alien, é um rapper, cantor e compositor brasileiro. Gustavo subiu em um palco pela primeira vez em 1993, e desde então desenvolve uma trajetória de participações com artistas dos mais variados gêneros, como Os Paralamas do Sucesso, Forfun, Fernanda Abreu, Raimundos, Banda Black Rio, Pavilhão 9, Marcelinho da Lua, Dead Fish, Sabotage, entre outros.
Black Alien foi membro do Planet Hemp, grupo do qual também fazia parte Marcelo D2, e fundou o grupo Reggae B, em parceria com o baixista Bi Ribeiro, dos Paralamas do Sucesso. Black Alien lançou seu primeiro álbum solo pela Deckdisc em 2004: Babylon by Gus – Vol. 1: O Ano do Macaco. O título do álbum é uma referência ao disco Babylon by Bus de Bob Marley. Em 2006, uma versão remixada de sua conhecida "Quem Que Caguetou" foi trazida pelo DJ Fatboy Slim em seu álbum Fala aí!.

## Biografia
Gustavo de Almeida Ribeiro, popularmente conhecido como Black Alien, começou sua vida como rapper intimado a cantar pelo músico instrumentista Speedfreaks, até então conhecido como Cláudio Marcio. Antes de cantar, Gustavo era skatista amador e chegou a competir alguns campeonatos semiprofissionais, mas logo começou a cantar e sua vida de skatista ficou em segundo plano. Gustavo teve uma infância complicada, pois viveu em meio aos ricos da zona sul de Niterói no Rio de Janeiro, pois por ser negro era visto como um estranho, numa época em que a predominância dos ricos era ainda maior do que hoje. Por outro lado, também convivia com uma parte menos favorecida da família, em São Gonçalo, onde também sofria discriminação, desta vez, por ser rico. Desse jeito, não havia muito um lugar onde ele se sentisse confortável. Gustavo estudou nos melhores colégios de Niterói, se formou no Anglo-Americano, fala inglês fluentemente desde os 12 anos de idade. Fã de cinema, utiliza frases notáveis de filmes em suas rimas. Aos 15 anos, enquanto seus amigos iam à Disney, Gustavo preferiu fazer um tour pela Europa, esteve em 8 países, conheceu museus, pontos turísticos e esteve em contato com culturas diferentes.[carece de fontes?]

## Primeiros projetos

### Speed Freaks
Em 1991, Cláudio Márcio, o Speedfreaks ouviu uma música que Gustavo gravou junto com DJ Rodriguez, gostou e intimou, literalmente, Gustavo a cantar na banda dele, chamada Speed Freaks (nome adquirido de um filme de skate sobre Santa Cruz). Gustavo disse o seguinte sobre como foi o convite para a banda: "Eu fui na casa do Rodriguez, eu ouvi uma rima que você fez, eu gostei. E eu sou o Speed, eu sou foda, eu toco muito baixo, eu toco baixo há dez anos, eu sou músico e eu quero você na minha banda".
A banda veio a se chamar Speed Freaks, foi assim que Gustavo começou sua vida como rapper. Assim surgiu o grupo Speed Freaks, formado por Cláudio Márcio, que na época era chamado de Speed Gonzáles, Gustavo que levava o nome de Bulletproof e o DJ Rodriguez. Speed Freaks era um grupo considerado à frente do seu tempo, com letras cantadas em inglês e português misturadas num ritmo descompassado. Logo uma das músicas do grupo, Jah Jah Overall, entra no tracklist do cd da edição número 82 da Revista Trip, publicada em setembro de 2000. Com a divulgação desse disco, a banda se torna famosa no eixo Rio - São Paulo. No mesmo ano, participou da coletânea "No Major Babies", a qual teve a música "Hit Hard Hip Hop" lançada no Brasil, Europa e Estados Unidos. O grupo durou de 1992 a 1996, desentendimentos constantes e brigas foram a causa d seu término. Speed Freaks é considerado pioneiro da nova escola de rap do Brasil.

### Planet Hemp
Em 1996, BNegão saiu do Planet Hemp para assumir a banda Funk Fuckers e não havia de imediato quem soubesse as letras e pudesse excursionar com a banda já cantando, sem precisar de ensaios. Bernardo pensou no Gustavo, conversou com o Marcelo D2, e assim Gustavo entrou para o Planet Hemp no meio da turnê do álbum Usuário. Na mesma turnê Black Alien fez uma homenagem aos irmãos independence boys os quais foram de suma importância para formação de sua carreira, conhecidos por proporcionar ao artista grandes eventos e grandes oportunidades.
Paralelo ao Planet Hemp, Gustavo manteve um projeto junto com o DJ Rodriguez intitulado Black Alien, grupo formado por DJ Rodriguez nos scratchs, Gustavo no vocal, além de violoncelo e percussão. O projeto durou cerca de um ano e chegou a tocar em shows para cerca de 2 a 5 mil pessoas. Após o término do grupo, Gustavo pediu para o DJ Rodriguez para adotar definitivamente o nome Black Alien. Após alcançar a fama nacional e ter seus versos cantados por toda uma geração de jovens, ele decide em 2001, deixar o Planet Hemp. Apesar de sua saída mesmo sem fazer parte da banda, tem suas rimas cantadas pelo público na gravação do disco MTV ao Vivo: Planet Hemp.

### Black Alien & Speed
Em 1999 Gustavo voltou a tocar com o Cláudio Márcio, que já havia adotado sua alcunha mais conhecida: SpeedFreaks. Formaram então a dupla Black Alien & Speed, se mudaram para São Paulo e gravaram o álbum Na Face, com participações de Chorão, Herbert Vianna, Xis, Igor Cavalera, Derek Green, Otto, Rodolfo Abrantes e  Digão. A produção ficou a cargo de Carlo Bartolini.
Há muita controvérsia sobre esse disco, que nunca foi lançado. É dito que nunca se chegou a um resultado final coeso por conta de divergências musicais entre  os três envolvidos. Outros dizem que cada um queria dar a sua cara ao disco, Speed queria algo mais como um rap dos anos 80-90, Black algo mais tendendo para o ragga e Carlo Bartolini algo mais Rock´n´roll. Há quem diga que após a morte da Lucy Vianna, ex-esposa do Herbert Vianna, a produção do disco estagnou-se, já que ela estava prestes a assumir como empresária da dupla. O fato é que, mesmo sem nunca ter sido lançado, o disco é tido como um dos melhores discos de rap já gravados no Brasil. Boa parte de suas músicas pode ser encontrada na Internet. [carece de fontes?]
Uma música gravada pela dupla chamada "Quem Caguetou" entra no comercial da caminhonete Frontier, da Nissan, e é sucesso na Europa, eleita a melhor música para propagandas do ano. Essa canção recebeu remixes do lendário criador do rap, Afrika Bambaataa e também do grande DJ Fat Boy Slim, e foi regravada nos Estados Unidos sob o título de "Follow Me, Follow Me"

## Carreira solo

### Babylon by Gus Vol. I: O Ano do Macaco
Em 2004 Black Alien assina com a gravadora Deck Disc e lança seu primeiro disco solo, o álbum Babylon by Gus – Vol. 1: O Ano do Macaco. Gravado em aproximadamente 1 mês, é até hoje considerado por especialistas um dos melhores discos de rap do Brasil,a música que ganhou destaque foi "Coração do Meu Mundo" que se tornou trilha sonora da telenovela Bang Bang, sendo tema da personagem Diana Bullock, vivida por Fernanda Lima. . Com grandes clássicos do rap nacional como Mister Niterói.

### Vol. II: No Príncipio Era O Verbo
Em 2011 Black Alien divulga o lançamento de um novo disco, após 7 anos de seu primeiro CD é anunciado que está sendo preparado a sequência de seu disco Babylon by Gus Vol. I. Até que em 2013, às vésperas de fazer 10 anos álbum de estreia que se tornou um clássico do rap brasileiro, foi lançado um teaser do  álbum, intitulado Babylon By Gus – Vol. II: No Princípio Era O Verbo.
Em novembro de 2012 no dia seguinte ao anúncio da reunião do Planet Hemp para uma nova turnê pelo Brasil, Mista Black Alien lança uma música: "Pra Quem A Carapuça Caiba", recheada de críticas à época que passou na banda, como sendo uma época vazia em sua vida, em que eles pregavam uma coisa e faziam outra, ele critica também durante a música os empresários da indústria fonográfica, a quem chama de "ratos e baratas", essas críticas estão muito subliminares e bem "escondidas" na canção, por isso a produção nem os componentes do Planet Hemp se pronunciaram.
A música-tema da websérie-animada Juninho Play e Família é cantada por Black Alien, composta por Samantha Schmütz e Black Alien e produzida por DJ PG.  Em 2017, Black Alien realizou um show com o rapper carioca De Leve em São Paulo, no Sesc Pinheiros. Sendo que cantaram várias músicas conhecidas, incluindo clássicos do Underground hip hop Brasileiro.

## Documentário
Em 2007, Ton Gadioli, diretor estreante, começar a rodar um documentário sobre sua vida artística, intitulado Mr. Niterói – A Lírica Bereta, ano no qual Black Alien raspou seus dreadlocks, uma mudança de visual inesperada. O filme traça sua carreira e um pouco de sua controvérsia infância e vai muito além de mostrar apenas as influências, seu estilo de rima e as diversas possibilidades de se fazer música. A narrativa aos poucos vai mostrando também o lado humano do personagem. Seus triunfos, erros, sonhos e perspectivas para o futuro. O objetivo maior do filme foi mostrar para quem ainda não conhece, quem é Black Alien, e para quem ja conhece mostrar sua trajetória musical, deixando sua vida pessoal apenas reservado a ele mesmo.
No dia de sua estreia, no dia 24 de novembro de 2011 em Niterói, o auditório da Universidade Federal Fluminense (UFF) ficou lotado. No mesmo ano, o documentário é selecionado para o festival de cinema da Costa do Sol em Cabo Frio e ganha o prêmio de melhor personagem biografado para Gustavo Black Alien, além de ser convidado para o festival Ponto Cine em Fortaleza no Ceará.

## Discografia

### com Planet Hemp

#### Álbuns de estúdio
- 1995 - Usuário (como músico convidado)
- 1997 - Os Cães Ladram Mas a Caravana Não Pára
- 2000 - A Invasão do Sagaz Homem Fumaça
- 2022 - Jardineiros (como músico convidado)

Álbuns ao vivo
- 2024 - Baseado em Fatos Reais: 30 Anos de Fumaça (como músico convidado)

### Carreira solo

#### Álbuns de estúdio
- 2004 - Babylon By Gus – Vol. I: O Ano Do Macaco
- 2015 - Babylon By Gus – Vol. II: No Príncipio Era O Verbo
- 2019 - Abaixo de Zero: Hello Hell

Álbuns ao vivo
- 2020 - Babylon By Gus - Vol. I: O Ano do Macaco (Ao Vivo)

Videoclipes
- 2004 - Babylon by Gus - Diretor: Mauricio Eça e JR Alemão
- 2005 - Caminhos do destino - Diretor : Raul Machado
- 2005 - Follow me (Não lançadado oficialmente no Brasil)
- 2006 - Como eu te quero - Diretor : Iuri Bastos
- 2008 - Tranquilo - Marcelinho da Lua
- 2011 - Mister Niterói
- 2019 - Que Nem o Meu Cachorro

Singles
- 2012 - "Para Quem A Carapuça Caiba"
- 2019 - "Que Nem o Meu Cachorro"
- 2020 - "Chuck Berry"

### Colaborações
- Baião de Viramundo - Tributo a Luiz Gonzaga: Black Alien canta junto com Speedfreaks e Rica Amabis na primeira faixa, "Vozes da Seca".
- Raimundos - Só No Forévis: Black Alien canta junto com Alexandre Carlo (Natiruts) e Rodolfo Abrantes na faixa, "Deixa Eu Falar...".
- Banda Black Rio - Movimento: Black Alien faz participação na faixa "Tabuleiro da Cor".
- Os Paralamas do Sucesso - Participa na faixa "Será Que Vai Chover?/Assaltaram a Gramática" do álbum Uns Dias Ao Vivo lançado em 2004.
- Na coletânea Hip Hop Rio, organizada por Marcelo D2, ainda na dupla Black Alien & Speed, Gustavo participa na faixa "Rude Boy Style".
- Ciência Rimática: Black Alien faz participação na faixa "A Flauta Mágica".
- Fernanda Abreu - Na Paz: Black Alien faz participação na faixa "A Onça".
- Funk Como Le Gusta - Roda de Funk: Black Alien canta junto com Paulo Napoli, Speedfreaks e Max B.O na faixa "Forty Days".
- Herbert Vianna - O Som do Sim: Black Alien abre o último disco solo do Herbert participando da faixa "O Muro".
- Marcelinho da Lua - Tranquilo: Black Alien canta a faixa "Tranquilo".
- Bid - Bambas e Biritas: Black Alien canta a faixa "Na Noite Tudo se Resolve".
- Pedrinho Dubstrong: Black Alien  Canta a música "Final Round".
- Marcelo D2 - Eu Tiro é Onda: Black Alien faz participação nas faixas "O Império Contra-Ataca" e "Baseado em Fatos Reais".
- Nayah - Nayah: Black Alien faz participação na faixa "Previsivel".
- Os Camisapreta: Black Alien faz participação na faixa "Polícia Montada".
- Pavilhão 9 - Se Deus Vier, Que Venha Armado, lançado em 1998: Black Alien faz participação na faixa "Vai Explodir".
- Rappin' Hood - No álbum Sujeito Homem, lançado em 2001: Black Alien faz participação na faixa "Raizes".
- Sabotage - Rap é Compromisso: Black Alien faz participação na faixa "Um bom Lugar".
- Acabou la Tequila - Acabou La Tequila, lançado em 1996: Gustavo Black Alien participa da faixa " Como vai, senhor?"
- Skuba - À Moda Antiga: Black Alien faz participação na faixa "Drugs".
- Echo Sound System: Black Alien cantou na faixa "Reality Call".
- Supergroove: Black Alien faz participação na faixa "O Quem Vem".
- Tsunami: Black Alien faz participação na faixa "O Todo".
- Ultramen - Olelê: Black Alien faz participação na faixa "General".
- Aline Duran - Novo Dia: Black Alien participa na faixa "Pra Quem Jah Olha".
- Frejat - Intimidade entre Estranhos: Black Alien compos a música "Eu Não Quero Brigar Mais".
- Mc Coé: Black Alien faz participação na faixa "Homem de Sorte".
- Forfun - Alegria Compartilhada: Black Alien faz uma participação na faixa "Cosmic Jesus".
- Junior Dread: Black Alien faz participação na faixa "Não Deixe de Lutar".
- Oriente - Desorientado: Black Alien faz participação na faixa "Orientai-me".
- Shawlin - Orquestra Simbólica: Black Alien faz participação na faixa "Reza Forte ".
- SAVAVE - Black Alien participa da faixa "Tudo por dinheiro".
- El Tosh - Black Alien Participa da faixa "Power"
- Dead Fish - XXV Ao Vivo em SP (2017): Black Alien faz uma participação na faixa "Mulheres Negras" Cantando e introduzindo novos versos.
- Elo da Corrente - Black Alien faz uma participação na faixa "Veias abertas" do álbum Rosa de Jericó
- Alf Sá - Black Alien faz participação na faixa "Através do Espelho" do álbum "Você já está aqui"